# Степанівка (Вінницький район)

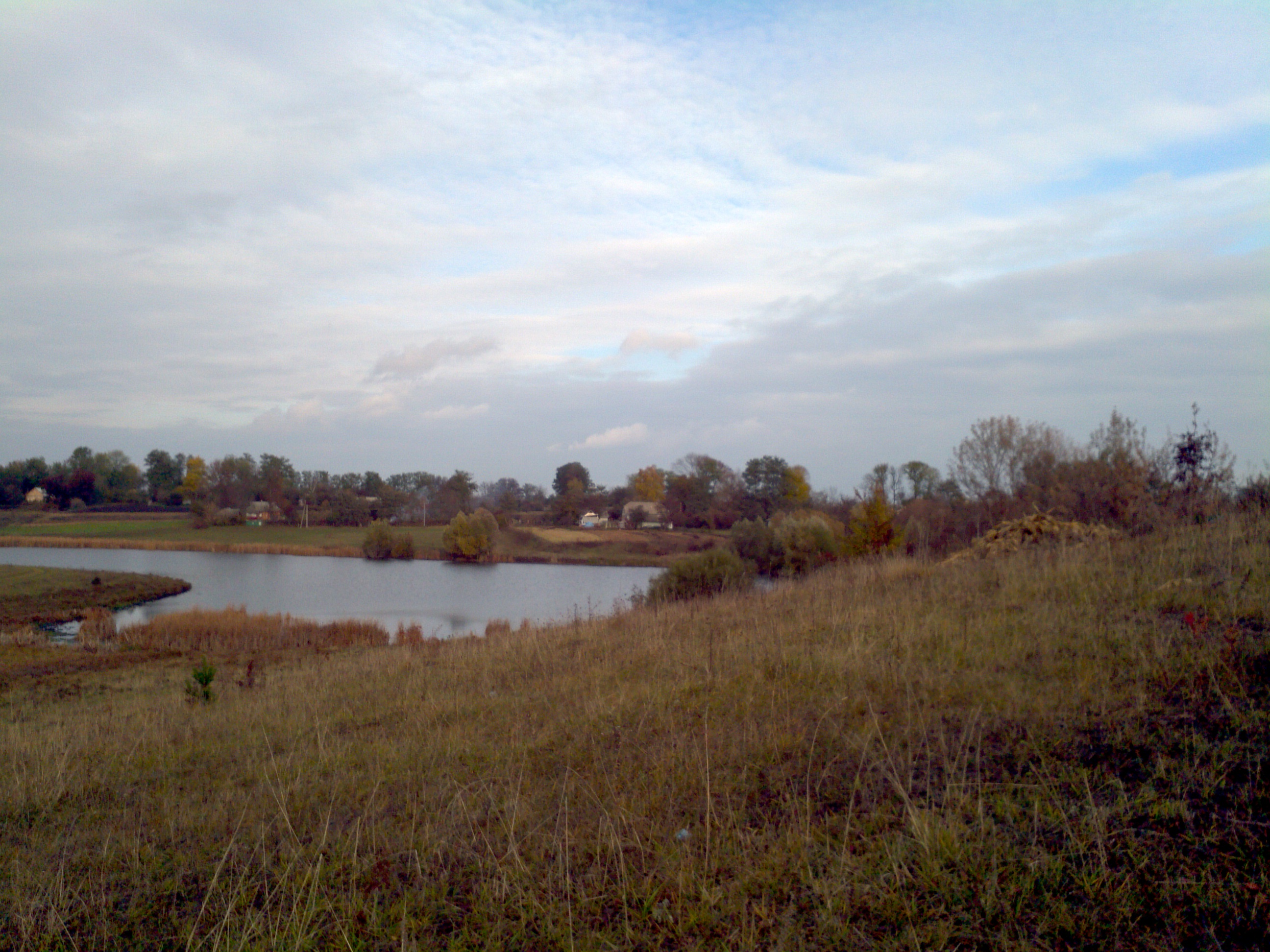

Степа́нівка — село в Україні, у Вороновицькій селищній громаді Вінницького району, Вінницької області. До залізничної станції Вороновиця — 2 км. 

## Географія
Селом протікає річка Байрак, яка у Вороновиці впадає в річку Воронку, ліву притоку Південного Бугу.

Знаходиться в межах Лісостепової зони. Клімат помірно-континентальний, з нестійким зволоженням, періодично промивним водним режимом. Флора представлена чергуванням трав'янистої і деревної рослинності.
Територія розташувалася на Придніпровській височині. Для неї характерне чергування підвищень і знижень. Підґрунтові води залягають на значній глибині. Характер їх розміщення неоднаковий. 
Придніпровська височина утворена інтрузивними (гранітами) і метаморфічними (гнейсами, кварцитами) відкладами.

## Архітектура
У селі розташований храм Успіння Пресвятої Богородиці Вінницького районного благочиння Вінницької єпархії Української православної церкви